# Умбро-Маркски Апенини
Умбро-Маркските Апенини (на италиански: Appennino Umbro-Marchigiano) са разположени в централната част на Апенинските планини в Италия.
Простират се от север-северозапад на юг-югоизток на протежение от 130 km и максимална ширина до 60 – 70 km. Западните им склонове са разположени на територията на областта Умбрия, а източните – в областта Марке. На север чрез прохода Бока Трабария се свързват с Тоскано-Емилианските Апенини, а на юг долината на река Тронто ги отделя от Абруцките Апенини. Цялата планина се състои от един основен главен хребет, от който на запад и изток се отделят по-ниски и къси хребети, разделени от речни долини. На много места основният хребет е разделен от дълбоки напречни понижения и образува отделни масиви. Максимална височина връх Веторе (2478 m), издигащ се в южната част на планината, на 20 km западно от град Асколи Пичено. Западните склонове са по-къси, но по-стръмни, а източните – по дълги и полегати и достигат почти до брега на Адриатическо море. Изградени са от варовици, пясъчници и флишеви скали със силно развити карстови форми (над 100 пещери, карстови кладенци и множество карстови извори). В района на град Губио има находища на кафяви въглища. От Умбро-Маркските Апенини водят началото си множество реки. На запад се спускат левите притоци на Тибър, в т.ч. река Нера, а на изток текат реките Метауро, Езино, Музоне, Потенца, Киенти, Азо и др., вливащи се директно в Адриатическо море. Ниските части на склоновете (до 500 m н.в.) са заети от вечнозелени храсти, а нагоре следват широколистни (бук, дъб, габър), иглолистни гори и пасища. По западното подножие са разположени градовете Перуджа, Губио, Сполето и др., а по източното, по крайбрежието – Пезаро, Анкона и др. През централната им част преминава участък от жп линията от Рим за Анкона.